# 1586
Portal Geschichte | Portal Biografien | Aktuelle Ereignisse | Jahreskalender | Tagesartikel

◄ |
15. Jahrhundert |
16. Jahrhundert
| 17. Jahrhundert | ►

◄ |
1550er |
1560er |
1570er |
1580er
| 1590er | 1600er | 1610er | ►

◄◄ |
◄ |
1582 |
1583 |
1584 |
1585 |
1586
| 1587 | 1588 | 1589 | 1590 | ► | ►►
Staatsoberhäupter  · Nekrolog   · Musikjahr
| Januar | Januar | Januar | Januar | Januar | Januar | Januar | Januar |
| Kw     | Mo     | Di     | Mi     | Do     | Fr     | Sa     | So     |
| 1      |        |        | 1      | 2      | 3      | 4      | 5      |
| 2      | 6      | 7      | 8      | 9      | 10     | 11     | 12     |
| 3      | 13     | 14     | 15     | 16     | 17     | 18     | 19     |
| 4      | 20     | 21     | 22     | 23     | 24     | 25     | 26     |
| 5      | 27     | 28     | 29     | 30     | 31     |        |        |
| ------ | ------ | ------ | ------ | ------ | ------ | ------ | ------ |

| Februar | Februar | Februar | Februar | Februar | Februar | Februar | Februar |
| Kw      | Mo      | Di      | Mi      | Do      | Fr      | Sa      | So      |
| 5       |         |         |         |         |         | 1       | 2       |
| 6       | 3       | 4       | 5       | 6       | 7       | 8       | 9       |
| 7       | 10      | 11      | 12      | 13      | 14      | 15      | 16      |
| 8       | 17      | 18      | 19      | 20      | 21      | 22      | 23      |
| 9       | 24      | 25      | 26      | 27      | 28      |         |         |
| ------- | ------- | ------- | ------- | ------- | ------- | ------- | ------- |

| März | März | März | März | März | März | März | März |
| Kw   | Mo   | Di   | Mi   | Do   | Fr   | Sa   | So   |
| 9    |      |      |      |      |      | 1    | 2    |
| 10   | 3    | 4    | 5    | 6    | 7    | 8    | 9    |
| 11   | 10   | 11   | 12   | 13   | 14   | 15   | 16   |
| 12   | 17   | 18   | 19   | 20   | 21   | 22   | 23   |
| 13   | 24   | 25   | 26   | 27   | 28   | 29   | 30   |
| 14   | 31   |      |      |      |      |      |      |
| ---- | ---- | ---- | ---- | ---- | ---- | ---- | ---- |

| April | April | April | April | April | April | April | April |
| Kw    | Mo    | Di    | Mi    | Do    | Fr    | Sa    | So    |
| 14    |       | 1     | 2     | 3     | 4     | 5     | 6     |
| 15    | 7     | 8     | 9     | 10    | 11    | 12    | 13    |
| 16    | 14    | 15    | 16    | 17    | 18    | 19    | 20    |
| 17    | 21    | 22    | 23    | 24    | 25    | 26    | 27    |
| 18    | 28    | 29    | 30    |       |       |       |       |
| ----- | ----- | ----- | ----- | ----- | ----- | ----- | ----- |

| Mai | Mai | Mai | Mai | Mai | Mai | Mai | Mai |
| Kw  | Mo  | Di  | Mi  | Do  | Fr  | Sa  | So  |
| 18  |     |     |     | 1   | 2   | 3   | 4   |
| 19  | 5   | 6   | 7   | 8   | 9   | 10  | 11  |
| 20  | 12  | 13  | 14  | 15  | 16  | 17  | 18  |
| 21  | 19  | 20  | 21  | 22  | 23  | 24  | 25  |
| 22  | 26  | 27  | 28  | 29  | 30  | 31  |     |
| --- | --- | --- | --- | --- | --- | --- | --- |

| Juni | Juni | Juni | Juni | Juni | Juni | Juni | Juni |
| Kw   | Mo   | Di   | Mi   | Do   | Fr   | Sa   | So   |
| 22   |      |      |      |      |      |      | 1    |
| 23   | 2    | 3    | 4    | 5    | 6    | 7    | 8    |
| 24   | 9    | 10   | 11   | 12   | 13   | 14   | 15   |
| 25   | 16   | 17   | 18   | 19   | 20   | 21   | 22   |
| 26   | 23   | 24   | 25   | 26   | 27   | 28   | 29   |
| 27   | 30   |      |      |      |      |      |      |
| ---- | ---- | ---- | ---- | ---- | ---- | ---- | ---- |

| Juli | Juli | Juli | Juli | Juli | Juli | Juli | Juli |
| Kw   | Mo   | Di   | Mi   | Do   | Fr   | Sa   | So   |
| 27   |      | 1    | 2    | 3    | 4    | 5    | 6    |
| 28   | 7    | 8    | 9    | 10   | 11   | 12   | 13   |
| 29   | 14   | 15   | 16   | 17   | 18   | 19   | 20   |
| 30   | 21   | 22   | 23   | 24   | 25   | 26   | 27   |
| 31   | 28   | 29   | 30   | 31   |      |      |      |
| ---- | ---- | ---- | ---- | ---- | ---- | ---- | ---- |

| August | August | August | August | August | August | August | August |
| Kw     | Mo     | Di     | Mi     | Do     | Fr     | Sa     | So     |
| 31     |        |        |        |        | 1      | 2      | 3      |
| 32     | 4      | 5      | 6      | 7      | 8      | 9      | 10     |
| 33     | 11     | 12     | 13     | 14     | 15     | 16     | 17     |
| 34     | 18     | 19     | 20     | 21     | 22     | 23     | 24     |
| 35     | 25     | 26     | 27     | 28     | 29     | 30     | 31     |
| ------ | ------ | ------ | ------ | ------ | ------ | ------ | ------ |

| September | September | September | September | September | September | September | September |
| Kw        | Mo        | Di        | Mi        | Do        | Fr        | Sa        | So        |
| 36        | 1         | 2         | 3         | 4         | 5         | 6         | 7         |
| 37        | 8         | 9         | 10        | 11        | 12        | 13        | 14        |
| 38        | 15        | 16        | 17        | 18        | 19        | 20        | 21        |
| 39        | 22        | 23        | 24        | 25        | 26        | 27        | 28        |
| 40        | 29        | 30        |           |           |           |           |           |
| --------- | --------- | --------- | --------- | --------- | --------- | --------- | --------- |

| Oktober | Oktober | Oktober | Oktober | Oktober | Oktober | Oktober | Oktober |
| Kw      | Mo      | Di      | Mi      | Do      | Fr      | Sa      | So      |
| 40      |         |         | 1       | 2       | 3       | 4       | 5       |
| 41      | 6       | 7       | 8       | 9       | 10      | 11      | 12      |
| 42      | 13      | 14      | 15      | 16      | 17      | 18      | 19      |
| 43      | 20      | 21      | 22      | 23      | 24      | 25      | 26      |
| 44      | 27      | 28      | 29      | 30      | 31      |         |         |
| ------- | ------- | ------- | ------- | ------- | ------- | ------- | ------- |

| November | November | November | November | November | November | November | November |
| Kw       | Mo       | Di       | Mi       | Do       | Fr       | Sa       | So       |
| 44       |          |          |          |          |          | 1        | 2        |
| 45       | 3        | 4        | 5        | 6        | 7        | 8        | 9        |
| 46       | 10       | 11       | 12       | 13       | 14       | 15       | 16       |
| 47       | 17       | 18       | 19       | 20       | 21       | 22       | 23       |
| 48       | 24       | 25       | 26       | 27       | 28       | 29       | 30       |
| -------- | -------- | -------- | -------- | -------- | -------- | -------- | -------- |

| Dezember | Dezember | Dezember | Dezember | Dezember | Dezember | Dezember | Dezember |
| Kw       | Mo       | Di       | Mi       | Do       | Fr       | Sa       | So       |
| 49       | 1        | 2        | 3        | 4        | 5        | 6        | 7        |
| 50       | 8        | 9        | 10       | 11       | 12       | 13       | 14       |
| 51       | 15       | 16       | 17       | 18       | 19       | 20       | 21       |
| 52       | 22       | 23       | 24       | 25       | 26       | 27       | 28       |
| 1        | 29       | 30       | 31       |          |          |          |          |
| -------- | -------- | -------- | -------- | -------- | -------- | -------- | -------- |

| Januar | Januar | Januar | Januar | Januar | Januar | Januar | Januar |
| Kw     | Mo     | Di     | Mi     | Do     | Fr     | Sa     | So     |
| 1      |        |        | 1      | 2      | 3      | 4      | 5      |
| 2      | 6      | 7      | 8      | 9      | 10     | 11     | 12     |
| 3      | 13     | 14     | 15     | 16     | 17     | 18     | 19     |
| 4      | 20     | 21     | 22     | 23     | 24     | 25     | 26     |
| 5      | 27     | 28     | 29     | 30     | 31     |        |        |
| ------ | ------ | ------ | ------ | ------ | ------ | ------ | ------ |

| Februar | Februar | Februar | Februar | Februar | Februar | Februar | Februar |
| Kw      | Mo      | Di      | Mi      | Do      | Fr      | Sa      | So      |
| 5       |         |         |         |         |         | 1       | 2       |
| 6       | 3       | 4       | 5       | 6       | 7       | 8       | 9       |
| 7       | 10      | 11      | 12      | 13      | 14      | 15      | 16      |
| 8       | 17      | 18      | 19      | 20      | 21      | 22      | 23      |
| 9       | 24      | 25      | 26      | 27      | 28      |         |         |
| ------- | ------- | ------- | ------- | ------- | ------- | ------- | ------- |

| März | März | März | März | März | März | März | März |
| Kw   | Mo   | Di   | Mi   | Do   | Fr   | Sa   | So   |
| 9    |      |      |      |      |      | 1    | 2    |
| 10   | 3    | 4    | 5    | 6    | 7    | 8    | 9    |
| 11   | 10   | 11   | 12   | 13   | 14   | 15   | 16   |
| 12   | 17   | 18   | 19   | 20   | 21   | 22   | 23   |
| 13   | 24   | 25   | 26   | 27   | 28   | 29   | 30   |
| 14   | 31   |      |      |      |      |      |      |
| ---- | ---- | ---- | ---- | ---- | ---- | ---- | ---- |

| April | April | April | April | April | April | April | April |
| Kw    | Mo    | Di    | Mi    | Do    | Fr    | Sa    | So    |
| 14    |       | 1     | 2     | 3     | 4     | 5     | 6     |
| 15    | 7     | 8     | 9     | 10    | 11    | 12    | 13    |
| 16    | 14    | 15    | 16    | 17    | 18    | 19    | 20    |
| 17    | 21    | 22    | 23    | 24    | 25    | 26    | 27    |
| 18    | 28    | 29    | 30    |       |       |       |       |
| ----- | ----- | ----- | ----- | ----- | ----- | ----- | ----- |

| Mai | Mai | Mai | Mai | Mai | Mai | Mai | Mai |
| Kw  | Mo  | Di  | Mi  | Do  | Fr  | Sa  | So  |
| 18  |     |     |     | 1   | 2   | 3   | 4   |
| 19  | 5   | 6   | 7   | 8   | 9   | 10  | 11  |
| 20  | 12  | 13  | 14  | 15  | 16  | 17  | 18  |
| 21  | 19  | 20  | 21  | 22  | 23  | 24  | 25  |
| 22  | 26  | 27  | 28  | 29  | 30  | 31  |     |
| --- | --- | --- | --- | --- | --- | --- | --- |

| Juni | Juni | Juni | Juni | Juni | Juni | Juni | Juni |
| Kw   | Mo   | Di   | Mi   | Do   | Fr   | Sa   | So   |
| 22   |      |      |      |      |      |      | 1    |
| 23   | 2    | 3    | 4    | 5    | 6    | 7    | 8    |
| 24   | 9    | 10   | 11   | 12   | 13   | 14   | 15   |
| 25   | 16   | 17   | 18   | 19   | 20   | 21   | 22   |
| 26   | 23   | 24   | 25   | 26   | 27   | 28   | 29   |
| 27   | 30   |      |      |      |      |      |      |
| ---- | ---- | ---- | ---- | ---- | ---- | ---- | ---- |

| Juli | Juli | Juli | Juli | Juli | Juli | Juli | Juli |
| Kw   | Mo   | Di   | Mi   | Do   | Fr   | Sa   | So   |
| 27   |      | 1    | 2    | 3    | 4    | 5    | 6    |
| 28   | 7    | 8    | 9    | 10   | 11   | 12   | 13   |
| 29   | 14   | 15   | 16   | 17   | 18   | 19   | 20   |
| 30   | 21   | 22   | 23   | 24   | 25   | 26   | 27   |
| 31   | 28   | 29   | 30   | 31   |      |      |      |
| ---- | ---- | ---- | ---- | ---- | ---- | ---- | ---- |

| August | August | August | August | August | August | August | August |
| Kw     | Mo     | Di     | Mi     | Do     | Fr     | Sa     | So     |
| 31     |        |        |        |        | 1      | 2      | 3      |
| 32     | 4      | 5      | 6      | 7      | 8      | 9      | 10     |
| 33     | 11     | 12     | 13     | 14     | 15     | 16     | 17     |
| 34     | 18     | 19     | 20     | 21     | 22     | 23     | 24     |
| 35     | 25     | 26     | 27     | 28     | 29     | 30     | 31     |
| ------ | ------ | ------ | ------ | ------ | ------ | ------ | ------ |

| September | September | September | September | September | September | September | September |
| Kw        | Mo        | Di        | Mi        | Do        | Fr        | Sa        | So        |
| 36        | 1         | 2         | 3         | 4         | 5         | 6         | 7         |
| 37        | 8         | 9         | 10        | 11        | 12        | 13        | 14        |
| 38        | 15        | 16        | 17        | 18        | 19        | 20        | 21        |
| 39        | 22        | 23        | 24        | 25        | 26        | 27        | 28        |
| 40        | 29        | 30        |           |           |           |           |           |
| --------- | --------- | --------- | --------- | --------- | --------- | --------- | --------- |

| Oktober | Oktober | Oktober | Oktober | Oktober | Oktober | Oktober | Oktober |
| Kw      | Mo      | Di      | Mi      | Do      | Fr      | Sa      | So      |
| 40      |         |         | 1       | 2       | 3       | 4       | 5       |
| 41      | 6       | 7       | 8       | 9       | 10      | 11      | 12      |
| 42      | 13      | 14      | 15      | 16      | 17      | 18      | 19      |
| 43      | 20      | 21      | 22      | 23      | 24      | 25      | 26      |
| 44      | 27      | 28      | 29      | 30      | 31      |         |         |
| ------- | ------- | ------- | ------- | ------- | ------- | ------- | ------- |

| November | November | November | November | November | November | November | November |
| Kw       | Mo       | Di       | Mi       | Do       | Fr       | Sa       | So       |
| 44       |          |          |          |          |          | 1        | 2        |
| 45       | 3        | 4        | 5        | 6        | 7        | 8        | 9        |
| 46       | 10       | 11       | 12       | 13       | 14       | 15       | 16       |
| 47       | 17       | 18       | 19       | 20       | 21       | 22       | 23       |
| 48       | 24       | 25       | 26       | 27       | 28       | 29       | 30       |
| -------- | -------- | -------- | -------- | -------- | -------- | -------- | -------- |

| Dezember | Dezember | Dezember | Dezember | Dezember | Dezember | Dezember | Dezember |
| Kw       | Mo       | Di       | Mi       | Do       | Fr       | Sa       | So       |
| 49       | 1        | 2        | 3        | 4        | 5        | 6        | 7        |
| 50       | 8        | 9        | 10       | 11       | 12       | 13       | 14       |
| 51       | 15       | 16       | 17       | 18       | 19       | 20       | 21       |
| 52       | 22       | 23       | 24       | 25       | 26       | 27       | 28       |
| 1        | 29       | 30       | 31       |          |          |          |          |
| -------- | -------- | -------- | -------- | -------- | -------- | -------- | -------- |

## Ereignisse

### Politik und Weltgeschehen

#### England / Schottland / Spanien

James VI. 1586

- 6. Juli: In Berwick-upon-Tweed schließen Elisabeth I. von England und James VI. von Schottland einen gegen Spanien gerichteten Vertrag, an dem James trotz der Hinrichtung seiner Mutter Maria Stuart im folgenden Jahr festhält.
- 17. Juli: Die in englischer Gefangenschaft befindliche schottische Königin Maria Stuart antwortet mutmaßlich auf einen Brief von Anthony Babington. Bis heute ist die Echtheit dieses Dokuments umstritten.
- August: In England deckt Francis Walsingham die Babington-Verschwörung gegen Königin Elisabeth I. auf, in die auch Maria Stuart verwickelt ist. Die ersten sieben Verschwörer, unter ihnen Anthony Babington und John Ballard werden bereits am 20. September hanged, drawn and quartered. Elisabeth ist nach den Schilderungen der Hinrichtungen so entsetzt, dass sie für den nächsten Tag, an dem weitere sieben Verschwörer hingerichtet werden sollen, eine schnellere Hinrichtung befiehlt. Der Prozess gegen Maria Stuart, die Ende September nach Fotheringhay Castle verlegt wird und deren Korrespondenz nun genau überwacht wird, findet im Oktober statt. Am 25. Oktober wird sie des Hochverrats für schuldig befunden. Auf der Parlamentsversammlung vom 29. Oktober fordern Ober- und Unterhaus per Petition einstimmig die sofortige Hinrichtung. Elisabeth weigert sich jedoch bis Ende des Jahres, die ihr am 12. November in Richmond überreichte Petition zu unterschreiben.

#### Heiliges Römisches Reich

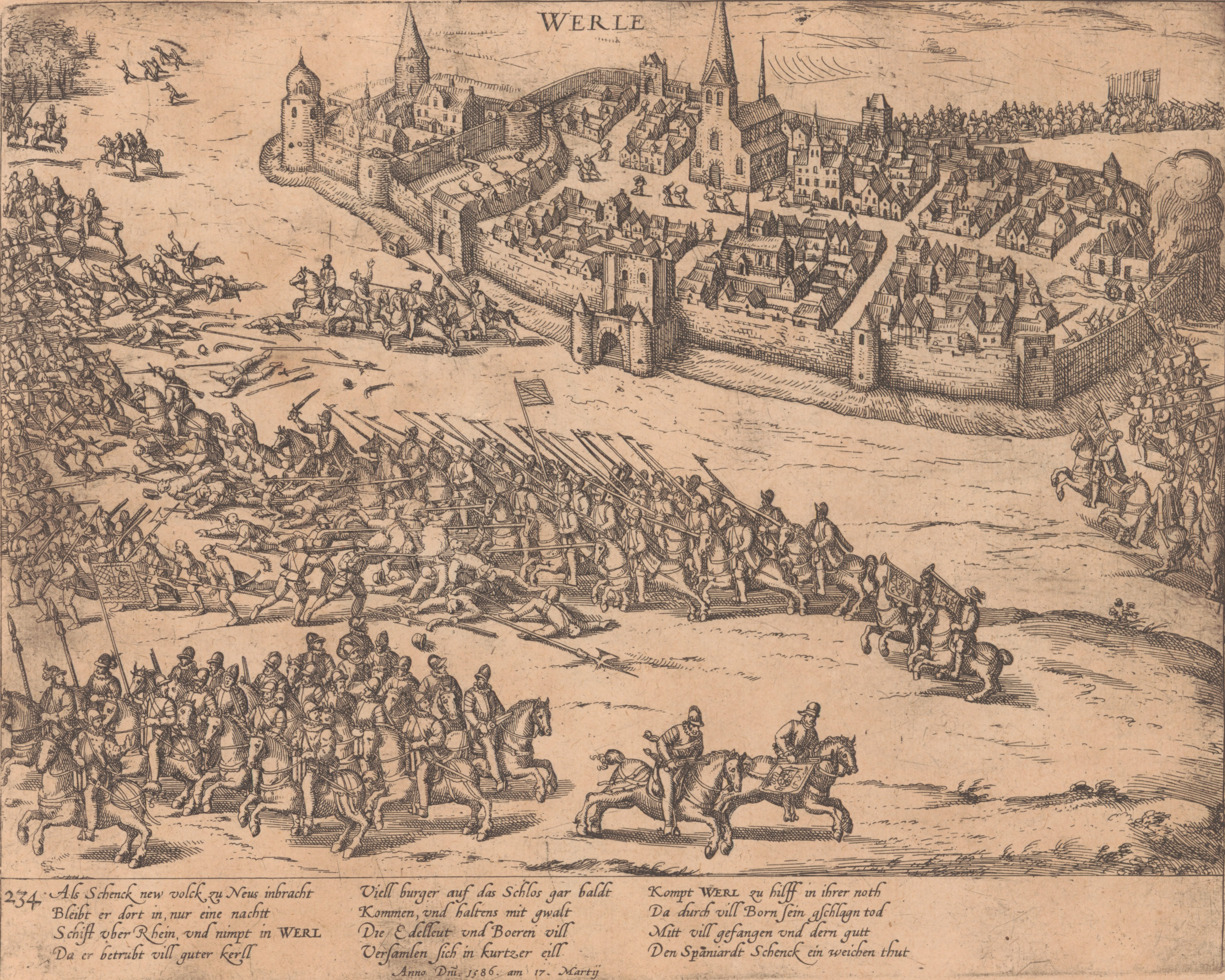
Zeitgenössische Darstellung der Stadt Werl und der Schlacht

- 2. März: Nach der Einnahme von Werl durch Martin Schenk von Nideggen im Truchsessischen Krieg bietet das Herzogtum Westfalen neben einigen Söldnern ein Landesaufgebot auf. Schenk zieht seinen Gegnern entgegen und schlägt das Aufgebot in der Schlacht bei Werl vernichtend. Die Niederlage bleibt jedoch ohne Folgen, da sich Schenk wegen anrückender Entsatztruppen zurückzieht.
- 5. Oktober: Die sieben katholischen Orte der Alten Eidgenossenschaft gründen den Goldenen Bund. Die Bündnispartner versprechen, beim alten Glauben zu bleiben, und geloben einander Hilfe bei Gefahren.

#### Kirchenstaat
- Papst Sixtus V. hebt die Bestimmungen der Bulle Hebraeorum gens aus dem Jahr 1569 auf und gestattet den vertriebenen Juden die Rückkehr in den Kirchenstaat.

#### Osteuropa
- Auf dem Gebiet des heutigen Woronesch wird eine hölzerne Grenzfestung zum Schutz gegen die häufigen Einfälle der Krimtataren errichtet.

### Wissenschaft und Technik

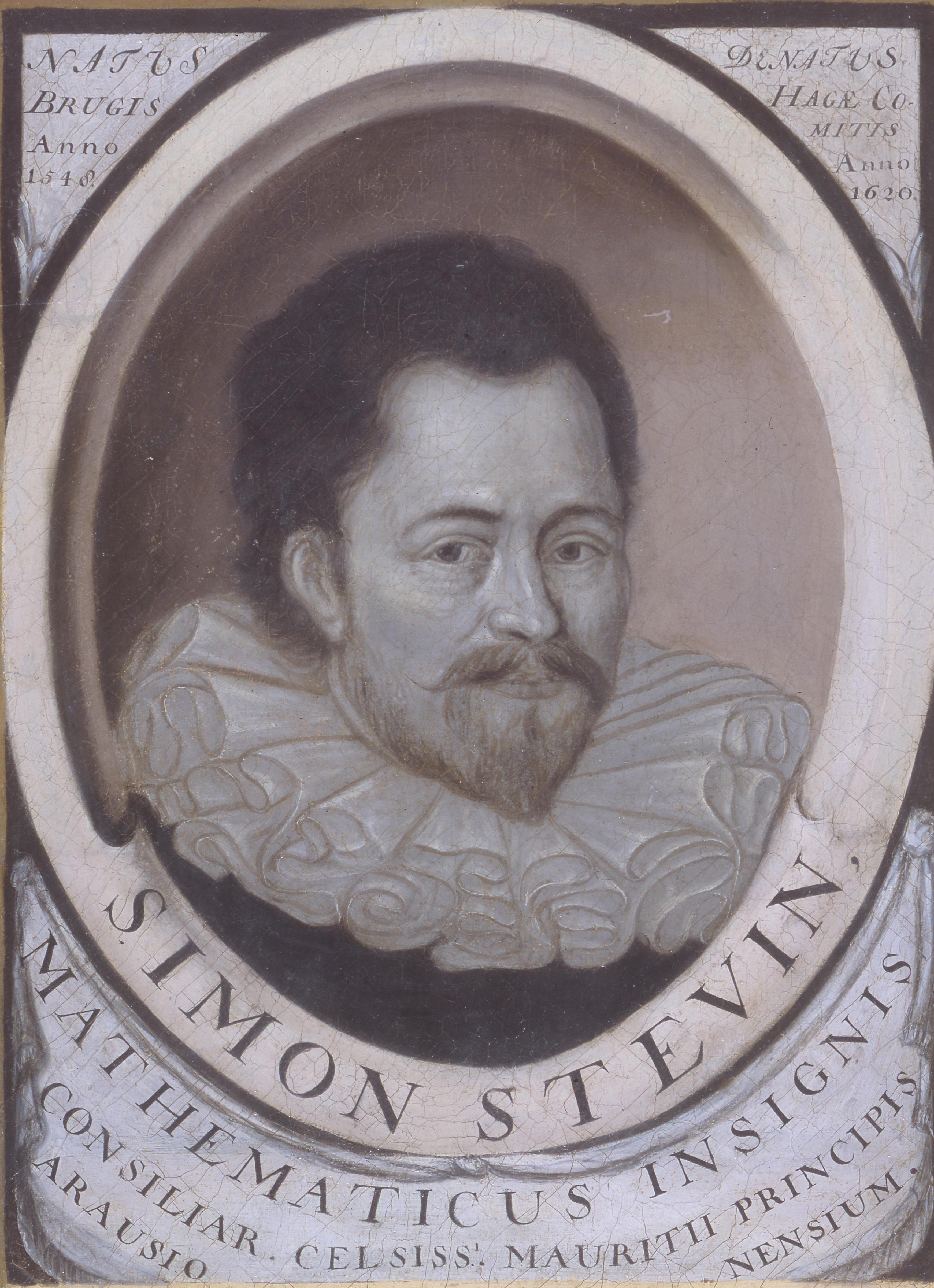
Simon Stevin

- Simon Stevin entdeckt das hydrostatische Paradoxon.
- Das dänische Kloster Sorø wird im Zuge der Reformation aufgelöst und in eine Schule umgewandelt, die Sorø Akademi.
- Im Auftrag von Kurfürst August beginnt im Kurfürstentum Sachsen die Erste Kursächsische Landesaufnahme durch den Landvermesser und Kartografen Matthias Oeder.

### Kultur

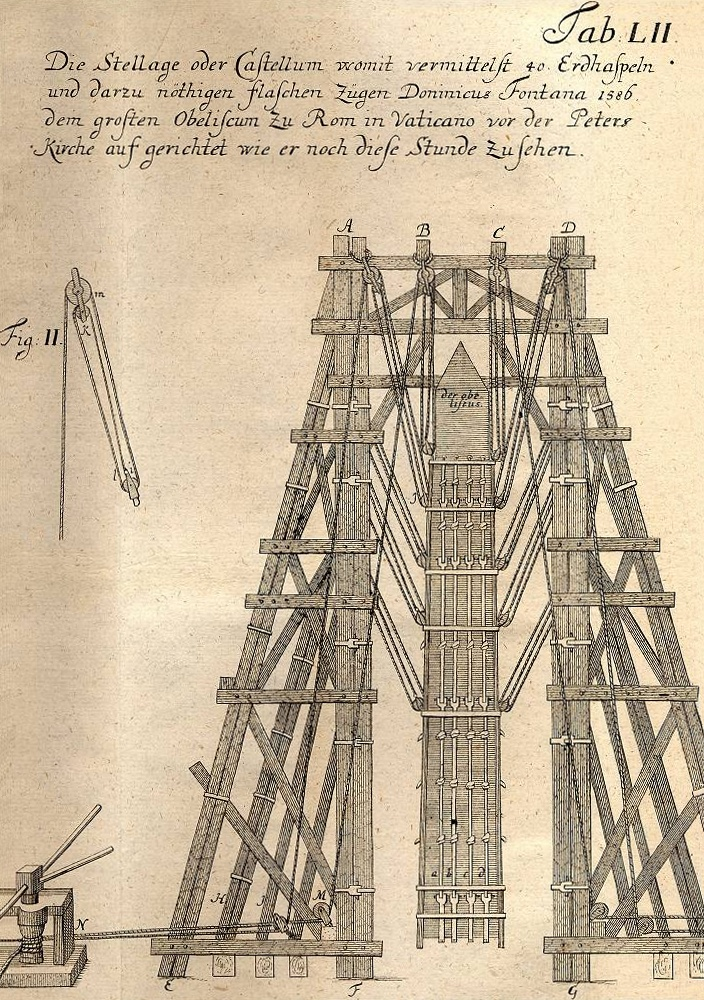
Technische Darstellung des Obelisken

- 10. September: Unter der Regie des eidgenössischen Architekten Domenico Fontana wird vor dem Petersdom auf dem heutigen Petersplatz in Rom ein Obelisk aufgestellt. Papst Sixtus V. hat ihn aus dem Zirkus des Nero herbeitransportieren lassen.
- In Frankfurt am Main erscheint das so genannte Frauen-Trachtenbuch[1] des Nürnberger Kupferstechers Jost Amman und des Dichters Thrasibulus Torrentinus Mutislariensis.
- Die Fachwerkkirche Wartha, die älteste und bis heute kleinste Fachwerkkirche Thüringens, wird errichtet.

### Religion
- 5. Januar: In der Bulle Coeli et terrae creator bestätigt Papst Sixtus V. das Verbot der Ausübung der wahrsagenden Astrologie mit Ausnahme der Wettervorhersage.
- Mit seiner Bulle Postquam verus vom 3. September setzt Papst Sixtus V. die Zahl der Mitglieder im Kardinalskollegium auf maximal 70 fest.
- Papst Sixtus V. lässt das Martyrologium universale herausgeben.

### Katastrophen
- 10. Dezember: Höchster Stadtbrand: Von geschätzten 100 „Haushaltungen“ in Höchst am Main verbrennen 56 Häuser und 23 Scheunen. Das „Specht“ oder „Untertor“ genannte westliche Stadttor Richtung Mainz und das Rathaus werden ebenfalls zerstört.
- Ein Ausbruch des Vulkans Kelut auf Java fordert rund 10.000 Todesopfer.

## Historische Karten und Ansichten

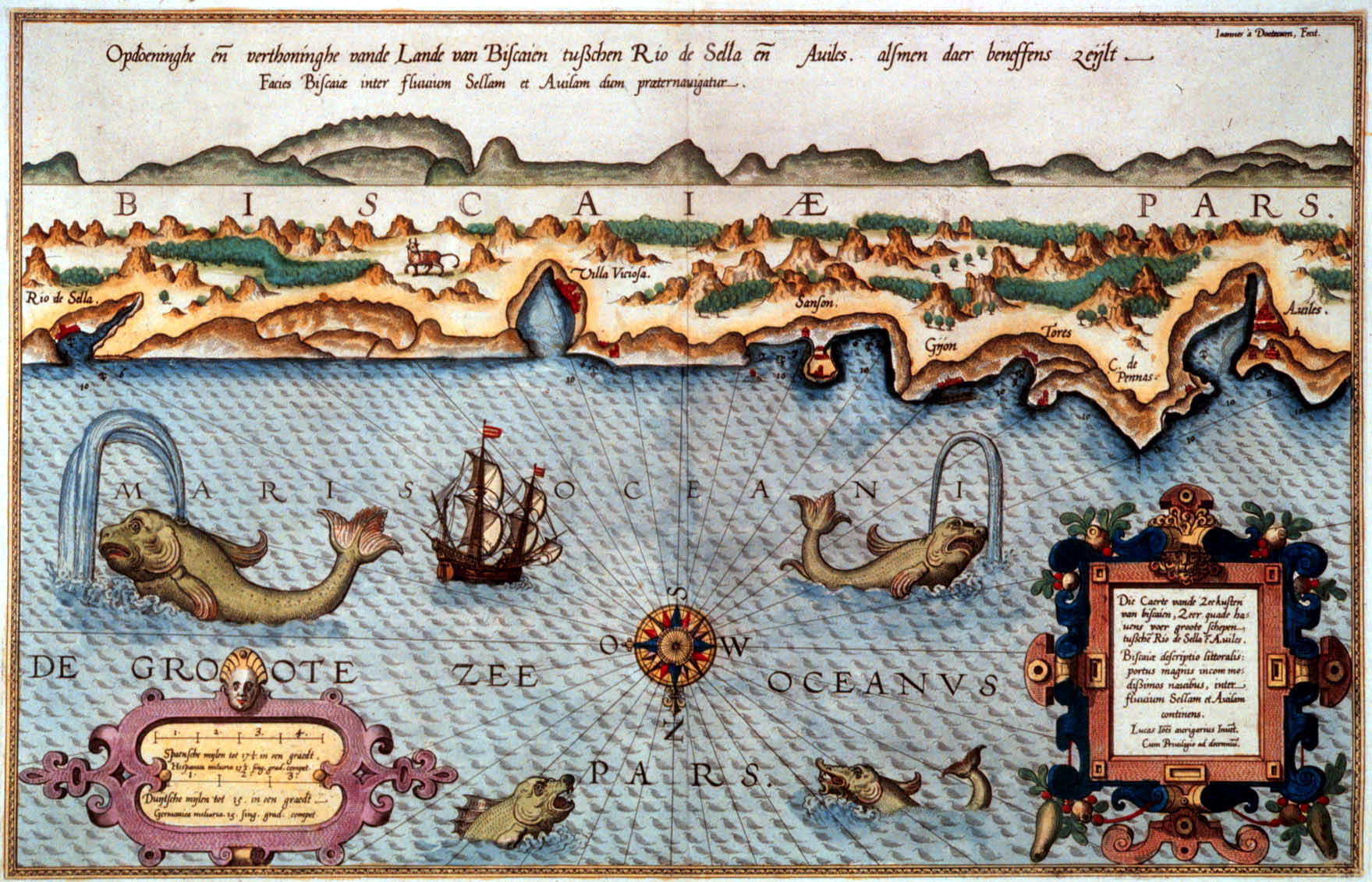
Darstellung des Golfs von Biscaya 1586

## Geboren

### Erstes Halbjahr
- 03. Januar: Wilhelm, Landgraf von Leuchtenberg († 1634)
- 17. Januar: Marcantonio Bassetti, italienischer Maler († 1630)
- 29. Januar: Ludwig Friedrich, Herzog von Württemberg-Mömpelgard († 1631)
- 30. Januar: Johann Hermann Schein, Musiker und Komponist der Barockmusik († 1630)
- 08. Februar: Jacob Praetorius der Jüngere, deutscher Organist und Komponist († 1651)
- 09. Februar: Georg Wolmar von Fahrensbach, polnischer Gouverneur von Livland und Offizier im Dreißigjährigen Krieg († 1633)
- 13. Februar: Paris von Lodron, Erzbischof von Salzburg († 1653)
- 19. Februar: Pieter de Carpentier, Generalgouverneur von Niederländisch-Ostindien († 1659)
- 05. März: Giovanni Pieroni, italienischer Architekt, Mathematiker und Astronom († 1654)
- 06. März: Lucas Cranach III., deutscher Maler († 1645)

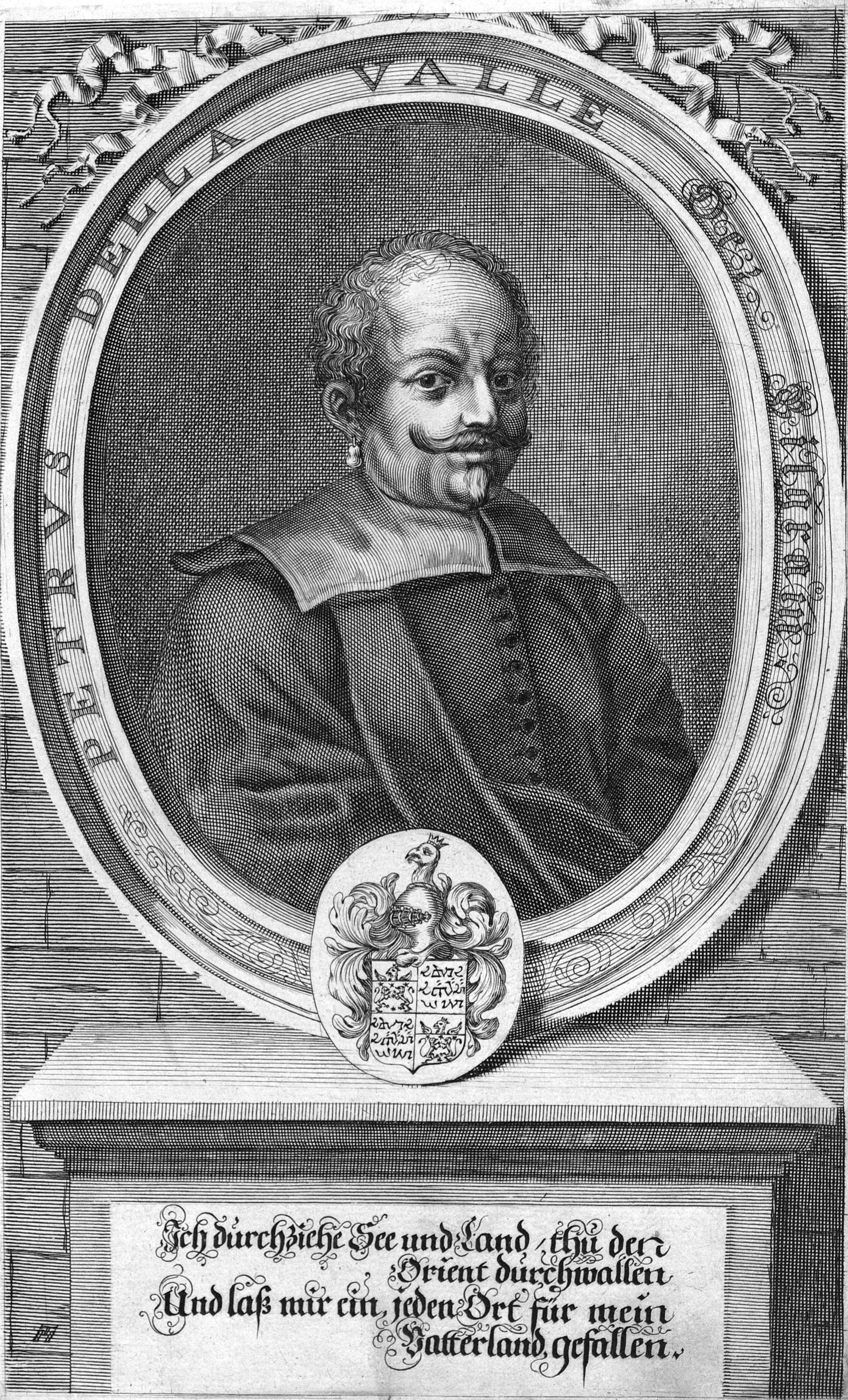
Pietro della Valle

- 02. April: Pietro della Valle, italienischer Reisender und Reiseschriftsteller († 1652)
- 09. April: Julius Heinrich, Herzog von Sachsen-Lauenburg († 1665)
- 17. April: John Ford, englischer Dramatiker († 1639)
- 20. April: Rosa von Lima, katholische Heilige, spanische Mystikerin und Dominikaner-Terzianerin in Südamerika († 1617)
- 23. April: Johann Georg II. Fuchs von Dornheim, Fürstbischof von Bamberg, Gegenreformator und Hexenverfolger († 1633)
- 23. April: Martin Rinckart, deutscher Dichter, protestantischer Theologe und Kirchenmusiker († 1649)
- 01. Mai: Balthasar Walther, deutscher Philologe und lutherischer Theologe († 1640)
- 07. Mai: Francesco IV. Gonzaga, Herzog von Mantua († 1612)
- 17. Juni: Gabriel Bengtsson Oxenstierna, schwedischer Staatsmann († 1656)
- 28. Juni: Paul Siefert, deutscher Organist und Komponist († 1666)

### Zweites Halbjahr
- 05. Juli: Thomas Hooker, führender Kopf der ersten puritanischen Einwanderer in Neuengland († 1647)
- 31. Juli: Hans Jakob Ammann, Schweizer Wundarzt, Ägyptenreisender und Reiseschriftsteller († 1658)
- 04. August: Dorothea von Ahlefeldt, Gutsherrin von Kollmar, Drage und Heiligenstedten († 1647)
- 17. August: Johann Valentin Andreae, deutscher Schriftsteller und Theologe († 1654)
- 09. Oktober: Leopold V., Bischof von Passau und Straßburg, Regent von Tirol († 1632)
- 17. Oktober: Nikolaus Elerdt, deutscher lutherischer Theologe und Liederdichter († 1637)
- 20. Oktober: Luis Jerónimo de Cabrera, spanischer Kolonialverwalter und Vizekönig von Peru († 1647)
- 20. Oktober: Luke Fox, englischer Entdecker († 1635)
- 21. Oktober: Johann König, deutscher Maler († 1642)
- 18. November: Michail Wassiljewitsch Skopin-Schuiski, russischer Heerführer und Staatsmann († 1610)
- 20. November: Polykarp Leyser II., deutscher lutherischer Theologe († 1633)
- 02. Dezember: Johann Heinrich von Lindenau, Rittergutsbesitzer im Kurfürstentum Sachsen († 1615)
- 06. Dezember: Nicolaus Zucchius, italienischer Astronom und Physiker († 1670)
- 14. Dezember: Georg Calixt, deutscher Theologe († 1656)
- 24. Dezember: Georg Ludwig von Schwarzenberg, kaiserlicher Geheimer Rat, Oberhofmarschall und General († 1646)

### Genaues Geburtsdatum unbekannt
- Gerard de Malynes, englischer Kaufmann († 1641)
- John Poulett, 1. Baron Poulett,  englischer Adeliger, Militär und Politiker(† 1649)
- Théophraste Renaudot, französischer Arzt, Königsberater und Herausgeber der ersten französischen Zeitung († 1653)

## Gestorben

### Erstes Halbjahr
- 18. Januar: Margarethe von Parma, Statthalterin der Spanischen Niederlande (* 1522)
- 25. Januar: Lucas Cranach der Jüngere, Sohn von Lucas Cranach dem Älteren, deutscher Maler und Graphiker (* 1515)
- 27. Januar: Oswald III. von dem Bergh, Offizier in generalstaatischen und spanischen Diensten während des Achtzigjährigen Krieges (* 1561)
- 30. Januar: Kaspar Heidenreich, deutscher lutherischer Theologe und Reformator (* um 1510)
- 08. Februar: Peter Tiara, niederländischer Philologe und Arzt (* 1514)

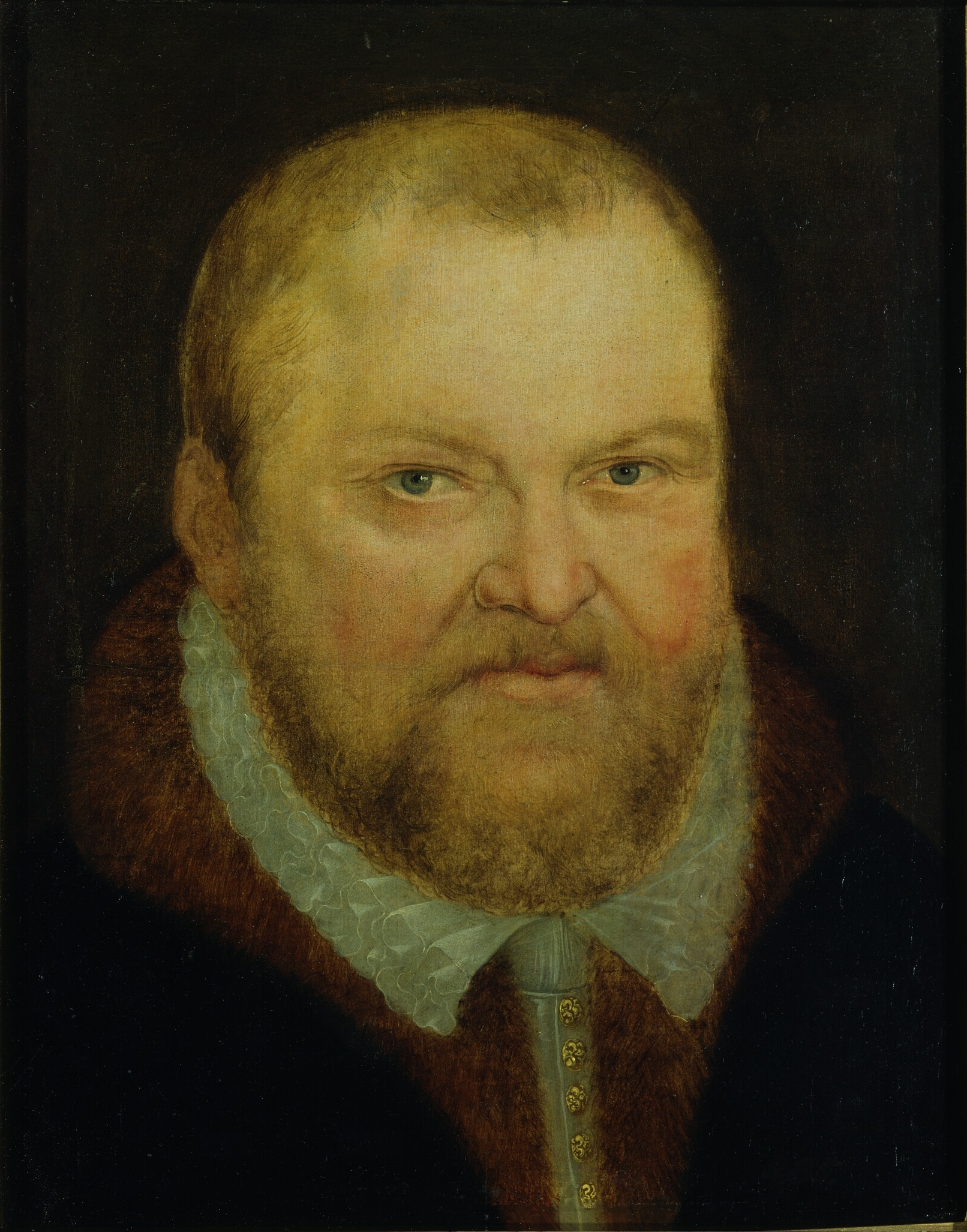
August von Sachsen

- 11. Februar: August I., Kurfürst von Sachsen (* 1526)
- 30. März: Anna von Pfalz-Veldenz, Markgräfin von Baden-Durlach (* 1540)
- 08. April: Martin Chemnitz, deutscher lutherischer Theologe (* 1522)
- 10. April: Louise de La Béraudière du Rouhet, französische Mätresse (* 1530)
- 24. April: Dietrich IX. von Gemmingen, Grundherr von Tiefenbronn (* 1517)
- 27. April: Adam Henricpetri, Schweizer Jurist und Historiker (* 1534)
- 05. Mai: Henry Sidney, englischer Politiker und Lord Deputy of Ireland (* 1529)
- 07. Mai: Georg II., Herzog von Brieg und Wohlau (* 1523)
- 15. Mai: Johann Jakob Kuen von Belasy, Erzbischof von Salzburg (* um 1515)
- 26. Mai: Walburgis, Gräfin von Rietberg (* 1555/56)
- 29. Mai: Adam Lonitzer, deutscher Naturforscher, Arzt und Botaniker (* 1528)
- 05. Juni: Matthias Wesenbeck, flämischer Jurist (* 1531)
- 28. Juni: Primož Trubar, protestantischer Prediger; gilt als Begründer des slowenischen Schrifttums (* 1508)

### Zweites Halbjahr
- 05. Juli: Eberhard von Holle, Bischof von Lübeck und Administrator des Bistums Verden (* 1531/32)
- 15. Juli: Ludwig Lavater, Schweizer reformierter Theologe, Antistes der Zürcher Kirche (* 1527)
- 09. August: Mary Dudley, englische Hofdame (* 1530/35)
- 17. August: Sebastian Starck, deutscher lutherischer Theologe (* 1528)
- 29. August: Robert Stewart, 1. Earl of March, schottischer Adeliger (* um 1517)
- 03. September: Elisabeth Ursula von Braunschweig-Lüneburg, Gräfin von Schaumburg (* 1539)
- 10. September: Hans Walther, deutscher Bildhauer und Bürgermeister von Dresden (* 1526)
- 11. September: Kaspar Arnurus, deutscher Moralphilosoph und Logiker (* um 1520)
- 15. September: Michael Teuber, deutscher Rechtsgelehrter (* 1524)
- 18. September: Ottavio Farnese, Herzog von Parma und Piacenza (* 1524)
- 20. September: Anthony Babington, englischer Adeliger, Hauptbeschuldigter der Babington-Verschwörung (* 1561)
- 20. September: John Ballard, englischer Jesuitenpriester und Drahtzieher der Babington-Verschwörung
- 21. September: Antoine Perrenot de Granvelle, Bischof von Arras, Erzbischof von Mechelen, Kardinalbischof von Sabina, Erzbischof von Besançon und Minister in den Spanischen Niederlanden (* 1517)
- 01. Oktober: Adolf I., Herzog von Schleswig-Holstein-Gottorf (* 1526)
- 15. Oktober: Elisabeth von Dänemark und Norwegen, Herzogin von Mecklenburg (* 1524)
- 15. Oktober: Filippa Duci, piemontesische Adlige und Mätresse des französischen Königs Heinrich II. (* 1520)
- 15. Oktober: Johannes Fädminger, Schweizer evangelischer Geistlicher (* um 1520)
- 19. Oktober: Ignazio Danti, italienischer Mathematiker, Astronom, Kosmologe und Kartograph (* 1536)
- 27. Oktober: Philip Sidney, englischer Prosaiker (* 1554)
- 28. Oktober: Johann Günther I., Graf von Schwarzburg-Sondershausen (* 1532)
- 06. November: Wilhelm IV. von dem Bergh, Reichsgraf von dem Bergh (* 1537)
- 10. November: Jacob Naffzer, deutscher Waid-Händler, Oberratsmeister und Patrizier (* um 1529)
- 15. November: Johann von Trarbach, deutscher Bildhauer (* um 1530)
- 24. November: Johann Leisentrit, Dekan des Bautzener Kollegiatkapitels und Diözesan-Administrator des Bistums Meißen (* 1527)
- 06. Dezember: Joachim Ernst, Fürst von Anhalt (* 1536)
- 12. Dezember: Stephan Báthory, König von Polen und Fürst von Siebenbürgen (* 1533)
- 17. Dezember: Bartholomäus Rosinus, deutscher lutherischer Theologe und Reformator (* um 1520)
- 25. Dezember: Rudolf Gwalther, Zürcher reformierter Theologe und Reformator (* 1519)

### Genaues Todesdatum unbekannt
- Benedikt I. von Ahlefeldt, Erbherr auf Haseldorf